# Chinesische Volleyballnationalmannschaft der Männer

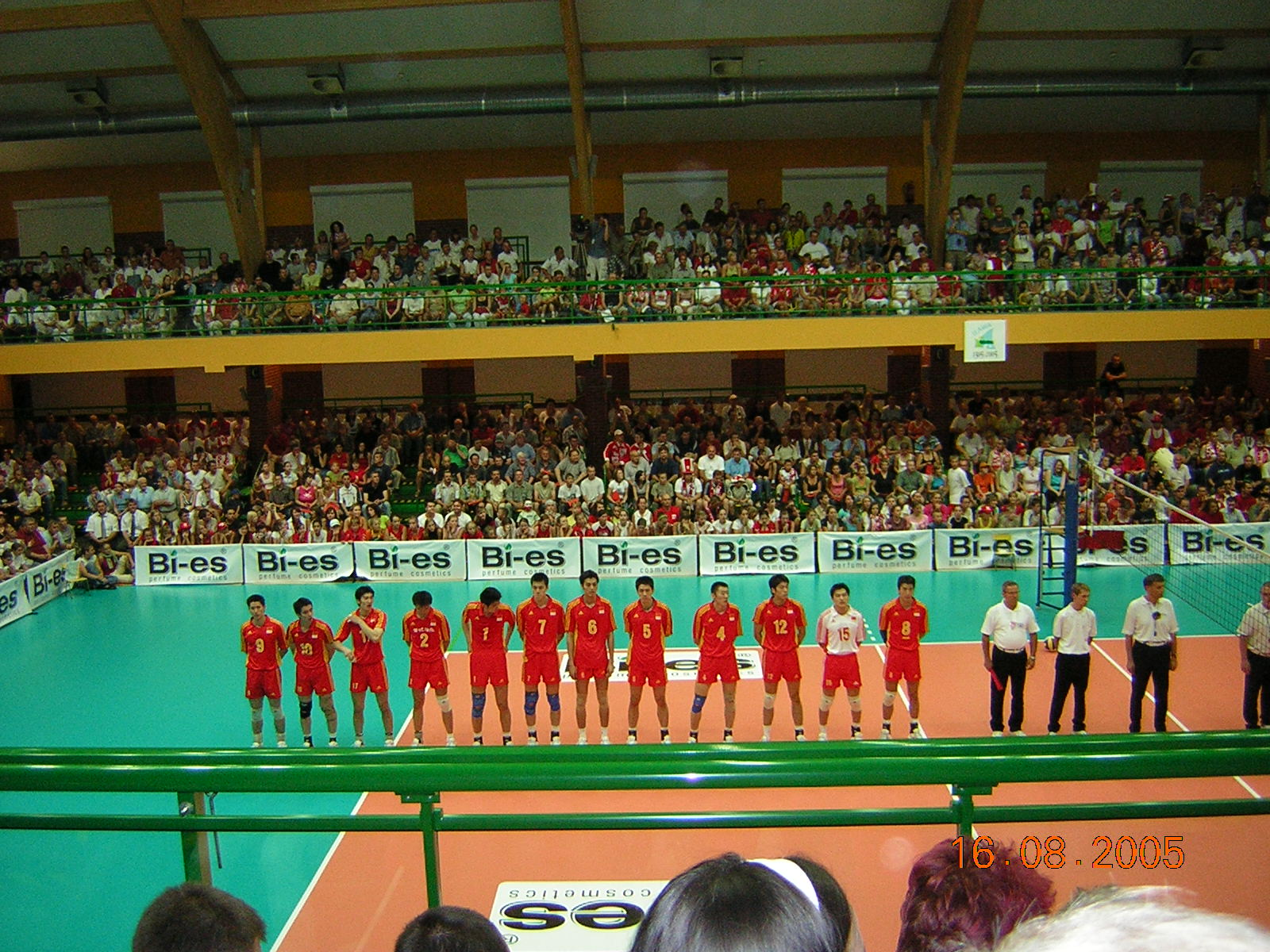
Chinesische Volleyball-Nationalmannschaft der Männer 2005

Die chinesische Volleyballnationalmannschaft der Männer ist eine Auswahl der besten chinesischen Spieler, die die China Volleyball Association bei internationalen Turnieren und Länderspielen repräsentiert.

## Aktueller Kader
Die chinesische Nationalmannschaft trat mit folgenden Spielern bei dem internationalen olympischen Qualifikationsturnier 2016 in Japan an.
| Name          | Nr. | Größe  | Geburtsdatum  | Position | Verein   |
| ------------- | --- | ------ | ------------- | -------- | -------- |
| Zhan Guojun   | 1   | 1,97 m | 16. Dez. 1988 | Z        | Shanghai |
| Chen Longhai  | 2   | 2,01 m | 29. März 1991 | MB       | Shanghai |
| Yuan Zhi      | 3   | 1,94 m | 29. Sep. 1981 | D        | Liaoning |
| Zhang Chen    | 4   | 2,00 m | 28. Juni 1985 | AA       | Jiangsu  |
| Li Yuanbo     | 5   | 1,96 m | 27. Sep. 1995 | MB       | Henan    |
| Li Runming    | 6   | 1,98 m | 1. März 1990  | Z        | Shanghai |
| Zhong Weijun  | 7   | 2,00 m | 20. Apr. 1989 | AA       | Army     |
| Cui Jianjun   | 8   | 1,92 m | 1. Aug. 1985  | AA       | Henan    |
| Jiao Shuai    | 9   | 1,94 m | 28. Jan. 1984 | Z        | Henan    |
| Ji Daoshuai   | 10  | 1,95 m | 7. Feb. 1992  | AA       | Shandong |
| Geng Xin      | 11  | 2,08 m | 15. Nov. 1989 | MB       | Shandong |
| Rao Shuhan    | 12  | 2,09 m | 23. Dez. 1996 | MB       | Fujian   |
| Fang Yingchao | 13  | 1,98 m | 3. Aug. 1982  | D        | Shanghai |
| Dai Qingyao   | 14  | 2,05 m | 26. Sep. 1991 | AA       | Shanghai |
| Chu Hui       | 15  | 1,87 m | 11. Feb. 1981 | L        | Beijing  |
| Tong Jiahua   | 16  | 1,80 m | 13. Dez. 1992 | L        | Shanghai |
| Ke Junhuang   | 17  | 1,83 m | 28. Juni 1994 | L        | Fujian   |
| Liu Xiangdong | 18  | 1,98 m | 23. Feb. 1993 | D        | Fujian   |
| Song Jianwei  | 19  | 1,94 m | 4. Jan. 1992  | AA       | Shandong |
| Xu Jingtao    | 20  | 2,02 m | 7. Juli 1988  | MB       | Army     |

## Geschichte

### Weltmeisterschaft
China nahm 1956 erstmals an einer Volleyball-Weltmeisterschaft teil und belegte den neunten Rang. Das Turnier 1960 verpassten die Chinesen, danach wurden sie noch zweimal Neunter. Nachdem sie 1970 erneut fehlten, gab es 1974 einen 15. Platz. Es folgten zwei siebte Plätze und 1986 wurde China Zwölfter. 1990 war die Volksrepublik nicht dabei. Von 1994 bis 2010 erreichte sie immer Platzierungen zwischen 13 und 19.

### Olympische Spiele
Bei der ersten Teilnahme wurde China 1984 in Los Angeles Achter. Als Gastgeber der Spiele 2008 in Peking verloren die Chinesen das Viertelfinale gegen den späteren Finalisten Brasilien und belegten den fünften Rang.

### Asienmeisterschaft
Bei der Premiere der Volleyball-Asienmeisterschaft erreichte China 1975 den dritten Rang. 1979 wurde die Volksrepublik mit einem Finalsieg gegen Südkorea erstmals Asienmeister. Vier Jahre später unterlagen sie dem Gastgeber Japan im Endspiel. Das gleiche Ergebnis gab es 1987. Es folgten zwei dritte Plätze. 1993 verpasste China als Vierter zum ersten Mal die Medaillenränge. Zwei Jahre später unterlagen sie zum dritten Mal den Japanern, doch 1997 konnten sie den großen Rivalen im Finale besiegen. 1999 verteidigten sie den Titel gegen Australien. Nach einem vierten Platz 2001 war China 2003 erstmals Gastgeber und unterlag im Endspiel Südkorea. 2005 gab es die vierte Endspielniederlage gegen Japan. Das Turnier 2007 beendete China als Vierter.

### World Cup
China nahm 1981 zum ersten Mal am World Cup teil und schaffte mit Rang fünf das bislang beste Ergebnis. Von 1995 bis 2003 gab es drei weitere Teilnahme, die mit den Plätzen acht, elf und zehn endeten.

### Weltliga
Die Premiere der Weltliga beendete China als schlechteste von acht Mannschaften. Es folgten zwei neunte und ein siebter Platz. Danach gab es drei zweistellige Ergebnisse in vier Jahren. 1996 erreichte China als Sechster sein bislang bestes Resultat. Nach vier Jahren Pause kehrte die Volksrepublik 2002 als Neunter zurück. Zwei Jahre später gab es Platz zehn und nach einem weiteren Jahr Pause erreichten die Chinesen den 13. Platz. In den folgenden beiden Wettbewerben steigerten sie sich über Platz neun auf den siebten Rang 2008. Nach den Plätzen 13 und 15 in den Folgejahren nahmen die Chinesen 2011 nicht am Wettbewerb teil.

### Nations League
An der Volleyball Nations League nahm das chinesische Männerteam erstmal 2022 teil.